# Alphestes immaculatus
Alphestes immaculatus is een  straalvinnige vissensoort uit de familie van zaag- of zeebaarzen (Serranidae). De wetenschappelijke naam van de soort werd voor het eerst geldig gepubliceerd in 1936 door Breder.
De soort staat op de Rode Lijst van de IUCN als niet bedreigd, beoordelingsjaar 2008.